# Down Street (métro de Londres)
Down Street est une station désaffectée du métro de Londres située à Westminster au centre de Londres. La station était desservie par la ligne Piccadilly et est située entre les stations Green Park et Hyde Park Corner.

## Services aux voyageurs
Station fermée.